# المركز العماني للعلوم البحرية والسمكية
المركز العماني للعلوم البحرية والسمكية هو مركزٌ للمزارع السمكية يقع بين فندق قصر البستان وكابيتال يخت بالقرب من قرية سداب في مسقط عُمان. تأسس في عام 1986، وتعاون مع جامعة السلطان قابوس لزيادة المعرفة والدراسات البحثية حول مجموعة واسعة من الأنواع البحرية، بالإضافة إلى تركيزه على الحفاظ على النظام البيئي والأنواع المهددة بالانقراض، مثل السلاحف. ويحتوي الحوض على مجموعة غنية وفريدة من الحياة البحرية مأخوذة من السواحل التي يصل طولها إلى 3,165 كيلومتر.

## الرؤية
يسعى المركز للمساهمة في الدراسات والبحوث العلمية لتعزيز قطاع الثروة السمكية في سلطنة عمان، حيث يعمل على تنفيذ العديد من المشاريع البحثية في مختلف المجالات المتعلقة بالأحياء المائية والأسماك والبيئة البحرية المحيطة بها، وذلك بهدف تطوير القطاع السمكي وزيادة انتاجيته لتحقيق التنمية السمكية المستدامة والأمن الغذائي. كما يعمل على دراسة التنوع الحيوي في المياه العُمانية لتسجيل وتحديد أعداد الأسماك بمختلف أنواعها في كل من مياه السلطنة المطلة على الخليج العربي، وبحر عمان وخليجها.

## الإنجاز
عمل المركز على تنفيذ العديد من المشاريع والبحوث السمكية التي تساهم في زيادة الإنتاج السمكي وتحقيق الأمن الغذائي في السلطنة، ومنها:
- إدارة واستغلال التونة الساحلية في السلطنة.
- إدارة مصائد ثروة الروبيان في محافظة الوسطى.
- مشروع تقدير معدل نمو الأسماك وأعمارها خاصة الأنواع ذات الأهمية الاقتصادية في بحر العرب.[4]

## مرافق المركز
يضم المركز العديد من المختبرات والأقسام، منها:
1. مختبرات للتنوع الحيوي، وللقشريات، وللرخويات
2. أقسام الأحياء البحرية، وعلوم المحيطات، والبيئة البحرية.
3. معدات وتقنيات الصيد
4. مختبر للسميات الذي يعد مرجعًا علميًا في مجال السميات للمنطقة العربية وشمال إفريقيا.[5]

## وصلات خارجية
- دوق كامبردج يزور مركز العلوم البحرية والسمكية
- مركز العلوم البحرية والسمكية يساهم في الحد من تأثير “المد الأحمر” على الأنشطة الاقتصادية